# Municipio de Longview (Arkansas)
El municipio de Longview (en inglés: Longview Township) es un municipio ubicado en el condado de Ashley en el estado estadounidense de Arkansas. En el año 2010 tenía una población de 890 habitantes y una densidad poblacional de 5,8 personas por km².

## Geografía
El municipio de Longview se encuentra ubicado en las coordenadas 33°19′38″N 91°56′24″O / 33.32722, -91.94000. Según la Oficina del Censo de los Estados Unidos, el municipio tiene una superficie total de 153.49 km², de la cual 152,37 km² corresponden a tierra firme y (0,73 %) 1,12 km² es agua.

## Demografía
Según el censo de 2010, había 890 personas residiendo en el municipio de Longview. La densidad de población era de 5,8 hab./km². De los 890 habitantes, el municipio de Longview estaba compuesto por el 91,24 % blancos, el 3,93 % eran afroamericanos, el 0,34 % eran amerindios, el 2,92 % eran de otras razas y el 1,57 % eran de una mezcla de razas. Del total de la población el 3,93 % eran hispanos o latinos de cualquier raza.